# 黄龍 イエロードラゴン
『黄龍 イエロードラゴン』（おうりゅう、Wong Rong）は、2003年4月5日に公開された日本映画である。

## 概要
人間の肉体能力を飛躍的に高める秘薬の、副作用を抑える抗体をめぐって、一人の少女が巻き込まれ、出会った謎の男とともに悪の組織に立ち向かう。
オール中国ロケによる、倉田プロモーション創立20周年記念作品である。『マトリックス』のチームも参加し、カンフーアクションだけではなくワイヤーアクションも駆使した、迫力あるアクションシーンが展開された。

## キャスト
- 東郷三郎（ゴウ）：倉田保昭
- 永瀬純：宮本真希
- 明（ゴウの仲間）：照英
- チャン・メイリ（刑事）：田中陽子
- 黒田：工藤俊作
- 鬼頭：中村浩二
- ソン（ゴウの仲間）：出合正幸
- 新垣：伊藤洋三郎
- リー：チャーリー・チャン
- ホー：チャオ・フゥ・ユ
- シー：スー・リン
- ラオ：髙橋伸稔
- 沖：柳沢龍志

## スタッフ
- 原案・製作総指揮：倉田保昭（David Kurata名義）
- プロデューサー：佐藤匡
- 協力プロデューサー：杉崎隆行、太田裕輝
- ラインプロデューサー：金石声
- 監督：鹿島勤
- アクション監督：フィリップ・コク
- スタントコーディネイト：髙橋伸稔
- 脚本：笠木望、鹿島勤、倉田保昭
- 音楽：西村麻聡
- ED：首藤薫「狂った時計」
- 音楽協力：レイズイン
- 助監督 ：増田伸弥
- 撮影：栢野直樹、鍋島淳裕
- 美術：稲垣尚夫、内田哲也
- VE：鏡原圭吾
- レコーディスト：中野明
- リーレコ：利澤彰
- 音響効果：柴崎憲治
- 録音：鶴巻仁
- 照明：渡部嘉
- スクリプター：生田透子
- CG：鹿角剛
- メイク：水野みゆき
- HD撮影アドバイザー：井上充夫
- HD編集：宇高大輔、山本裕二郎
- MA：アオイスタジオ
- 現像・キネコ：IMAGICA
- 後援：全日本空手道連盟
- 製作協力：国際通信社グループ、創成社グループ、アレスネッツグループ
- 製作・配給：倉田プロモーション